# Associazione Sportiva Dilettantistica Pro Scogli Chiavari
L'Associazione Sportiva Dilettantistica Pro Scogli Chiavari è una società sportiva di Chiavari. Nella stagione 2022 ha militato in Serie A, il primo livello del campionato italiano maschile di canoa polo.
Fondata nel 1985, nel suo palmares vanta 3 European Club Championship, 11 scudetti e 4 Coppe Italia. I colori sociali del club sono il verde e il blu.

## Storia
L'associazione è stata fondata nel 1985 e prende il nome dal rione Scogli, area della città di Chiavari.
Ha vinto 11 volte il Campionato italiano, la più recente nel 2022. Nel 2018, nel 2019 e nel 2022 si è laureata campione d'Europa.
Il giocatore più rappresentativo del sodalizio è Luca Bellini, attuale allenatore.

## Palmarès
- European Club Championship Canoe Polo: 3

2018, 2019, 2022
- Campionato italiano: 12

1998, 2003, 2004, 2009, 2010, 2012, 2016, 2017, 2019, 2021, 2022, 2024
- Coppa Italia: 5

2012, 2015, 2017, 2018, 2023